# 60 Leonis
60 Leonis (60 Leo / b Leonis) es una estrella en la constelación de Leo.
De magnitud aparente +4,41, se encuentra a 127 años luz del sistema solar.
60 Leonis es una estrella blanca de la secuencia principal de tipo espectral A1m cuya temperatura superficial es de 8950 - 8972 K.
Es 22 veces más luminosa que el Sol y su radio es un 90% más grande que el radio solar.
Tiene una edad aproximada de 450 millones de años, por lo que se encuentra en la mitad de su vida dentro de la secuencia principal.
Al igual que Sirio (α Canis Majoris) o Deneb Algedi (δ Capricorni), es una estrella Am o estrella con líneas metálicas.
Estas estrellas tienen un contenido anómalo de ciertos elementos que han sido empujados hacia la superficie, mientras que otros se han hundido en el interior estelar por la fuerza de la gravedad.
Este efecto sólo se manifiesta con bajas velocidades de rotación; en el caso de 60 Leonis su velocidad de rotación proyectada es de 18 km/s, muy baja para una estrella de sus características —a título comparativo, Duhr (δ Leonis) rota diez veces más deprisa—.
En cuanto a la composición química, 60 Leonis presenta una relación oxígeno/hidrógeno menor que en el Sol —equivalente a un 23% de la misma—, estando también su superficie empobrecida en calcio.
Por el contrario, muestra enriquecimiento de hierro y bario, muy acusado en el caso de este último elemento, cuya abundancia es casi diez veces más alta que la solar.
Los niveles de silicio y sodio son comparables a los del Sol.